# Lautersee
Lautersee là một hồ ở Mittenwald, Oberbayern, Bayern, Đức, nằm ở độ cao 1013 m, có diện tích là 0,146 km².

## Địa lý
Lautersee là một nhỏ nằm trên núi về phía tây của Mittenwald, cách trung tâm thị xã khoảng 1,5 km. Nó nằm về phía nam núi Hoher Kranzberg. Hồ nhận nước từ các con suối nhỏ chảy từ trên núi xuống, nước từ hồ chảy vào Lainbach chạy qua Laintal đến Mittenwald.
Khoảng 1,5 km về phía tây là Ferchensee, từ đó người ta có thể đi tiếp tới lâu đài Elmau.